# Franciszka Ciemienga
Franciszka Ciemienga (potocznie Francka z Kanusa, Dzieweczka z Kanusa lub Dziołszka z Kanusa, ur. 29 stycznia 1867 na Kanusie, przysiółku wsi Draliny, koło Lubecka, zm. 2 kwietnia 1935 tamże) – polska charyzmatyczka i mistyczka.

## Życiorys
Urodziła się w rodzinie wielodzietnej. Miała poważne trudności w nauce, w tym przyswajaniu wiedzy religijnej, ale często się modliła w lokalnym kościele, głównie do Ducha Świętego i Matki Bożej. W trakcie tych modlitw doznała nieokreślonego wstrząsu, od czasu którego nauka religii zaczęła jej przychodzić bardzo łatwo. Doznawała też częstych nietypowych stanów psychofizycznych, które lokalna społeczność nazywała zabraniami (od słów II Listu do Koryntian: został zabrany aż do trzeciego nieba). Stany te stały się z czasem regularne i powtarzały się codziennie rano, w południe i wieczorem. Podczas zabrań przekazywała nieznane powszechnie informacje dotyczące odwiedzających ją osób, których to danych w żaden sposób nie mogła znać wcześniej. Kładła się najczęściej na kanapie wypowiadając uwagi, rady i zalecenia dla gości. Stany psychofizyczne trwały aż do jej śmierci. Zmarła w opinii świętości 2 kwietnia 1935, a pogrzeb odbył się w Lubecku 6 kwietnia 1935. Pochowana została, zgodnie z życzeniem, w habicie tercjanki III Zakonu Franciszkańskiego. Czczona jest jako pobożna charyzmatyczka, a jej sława rozeszła się na cały Śląsk. Corocznie odprawiane są msze święte w jej intencji z udziałem licznych wiernych, jednak Kościół katolicki nie wypowiedział się dotąd na temat jej zabrań.
Jej grób jest przy lubeckim kościele wykonany z czarnego kamienia. W domu mistyczki nadal mieszka jej rodzina i przybywają tu turyści oraz pielgrzymi. Izba z sofą, na której Ciemienga miała zabrania, zachowano w niezmienionym stanie i jest ona udostępniona do zwiedzania.